# Băița
Băița (in ungherese Boica oppure Medvepataka, in tedesco Pernseifen) è un comune della Romania di 3 917 abitanti, ubicato nel distretto di Hunedoara, nella regione storica della Transilvania.
Il comune è formato dall'unione di 11 villaggi: Barbura, Băița, Căinelu de Sus, Crăciunești, Fizeș, Hărțăgani, Lunca, Ormindea, Peștera, Săliște, Trestia.